# 2019冠状病毒病特立尼达和多巴哥疫情
2019冠状病毒病特立尼达和多巴哥疫情，介绍在2019新型冠狀病毒疫情中，在特立尼达和多巴哥发生的情况。

## 时间轴

### 3月
2020年3月12日，特立尼达和多巴哥政府宣布该国确诊首例新冠肺炎病例，患者9日从瑞士回到特立尼达和多巴哥后在家隔离，11日出现症状。
3月13日，新增1例确诊病例，患者14天内有旅行史。
3月15日，新增2例确诊病例。
3月16日，新增1例确诊病例，累计确诊5例。
3月17日，新增2例确诊病例，累计确诊7例。
3月18日，新增2例确诊病例，累计确诊9例。2例患者一例为男性，一例为女性，近期均有境外旅行史。
3月19日，新增40例确诊病例，累计确诊49例。新增40例均乘同一艘游轮入境。
3月22日，报告第50例确诊病例。
3月23日，报告第51例确诊病例。稍晚报告第52例确诊病例，也是多巴哥首例病例，为特立尼达居民，18日乘国际航班抵达，5天后出现症状。
3月24日，新增5例确诊病例，累计确诊57例。
3月25日，新增3例确诊病例，累计确诊60例。同日报告第2例死亡病例。
3月26日，新增5例确诊病例，累计确诊65例。
3月27日，报告第66例确诊病例。
3月28日，新增确诊10例，累计确诊76例。出现第3例死亡病例，未透露年龄和性别等细节。
3月29日，新增确诊2例，累计确诊78例。
3月30日，新增确诊5例，累计确诊83例。
3月31日，新增4例确诊病例，累计确诊87例。同日报告第4例死亡病例，为老年女性。稍晚新增2例，累计89例。

### 4月
4月1日，累计确诊90例。
4月2日，新增确诊4例，累计94例，新增中1例有境外旅行史，2例为一确诊病例密切接触者。稍晚新增3例，累计97例，新增中2例有境外旅行史。报告第6例死亡病例。
4月3日，报告第98例确诊，有旅行史。稍晚新增确诊2例，累计100例。2例均为一确诊病例密切接触者。
4月4日，新增确诊3例，累计103例。
4月5日，报告第104例确诊；报告第7例死亡病例，位于多巴哥，为患有疾病的老年男性。
4月6日，报告第105例确诊；报告第8例死亡病例。
4月7日，新增确诊2例，累计107例。
4月9日，新增确诊2例，累计109例。2例均为确诊病例密切接触者。
4月11日，新增确诊3例，累计112例。